# Ma.Bra. E.P. Volume 6
Ma.Bra. E.P. Volume 6 è un singolo dell'anno 2009, del dj italiano Maurizio Braccagni in arte Ma.Bra.

## Tracce
1. Valentina Mon Amour 5:16
2. Last Unicorn 5:30
3. Rotterdam 5:21
4. The Sound Of The Weekend 5:23